# 郁久閭庫提
郁久閭 庫提（漢音：いくきゅうりょ こてい、拼音：Yùjiŭlǘ Kùtí、生没年不詳）は、柔然の可汗。登注の子で、鉄伐の兄。可汗号はない。

## 生涯
天保3年（552年）、阿那瓌が突厥に破られて自殺すると、その太子である菴羅辰・従弟の登注俟利・登注の子の庫提らは、群衆を率いて北斉に亡命した。一方、本国に残った余衆は登注の次子の鉄伐を立てて可汗とした。
天保4年（553年）、北斉の文宣帝は登注と子の庫提を北へ送り帰した。そのころ鉄伐が契丹に殺されたので、国人は登注を立てて可汗とした。しかし、まもなくして登注も大人（たいじん：部族長）の阿富提らに殺されたため、国人は庫提を立てて可汗とした。この年、ふたたび突厥に攻められたので、柔然は国を挙げて北斉に亡命した。文宣帝は突厥を北討すると、柔然を迎えて可汗の庫提を廃位し、阿那瓌の子である菴羅辰を立てて可汗とした。

## 参考資料
- 『北史』（列伝第八十六 蠕蠕）